# Потье, Анри Ипполит
Анри Ипполит Потье́ (фр. Henri Hippolyte Potier; 1816, Париж — 1878, там же) — французский композитор и преподаватель, сын известного актёра Шарля Потье (фр. Charles-Gabriel Potier; 1774—1838).
После окончания в 1837 году консерватории он занялся преподаванием и написанием музыкальных произведений. Написал целый ряд комических опер и балетов, с успехом шедших на сцене; особенно успешной была его опера 1848 года «Il Signor Pascariello». С 1850 по 1856 год был главой хора Парижской оперы. В консерватории был сначала аккомпаниатором классов, с 1851 года преподавателем ролевого мастерства, а с 1875 года и до конца жизни — преподавателем пения.
К числу других его известных произведений относятся опера «Le Caquet du couvent», балет «Aelia et Mysis ou l’Atellane», романсы и другие работы.
Его супруга, мадам Потье, с которой он сочетался браком в 1837 году, была оперной певицей с хорошей репутацией и с успехом выступала в 1847—1855 годах в комических операх, сделав удачную карьеру, а затем занявшись преподаванием пения.